# جون ماكجينلي
جون ماكجينلي (بالإنجليزية: John McGinley)‏ هو لاعب كرة قدم بريطاني في مركز الهجوم، ولد في 11 يونيو 1959 في Rowlands Gill ‏ في المملكة المتحدة. لعب مع نادي بوسطن يونايتد ونادي دونكاستر روفرز ونادي روذرهام يونايتد ونادي رويال شارلروا ونادي سندرلاند ونادي غيتزهد ونادي لينكولن سيتي ونادي هارتلبول يونايتد.